# Peritoró
Peritoró est une municipalité brésilienne située dans l'État du Maranhão.